# شفيق الأنصاري
شفيق رضا الأنصاري (1915-1983) هو موسيقي وإذاعي فلسطيني من موالد حيفا، قام بتأسيس كلية الثقافة الإسلامية، وكان مسؤولاً عن برنامج الأطفال الأسبوعي في إذاعةِ الشَّرقِ الأدنى، وساهم في إنشاء أجيال صغيرة فنية. هُجْرَ إلى مصر بعد وقوع النكبة عام 1948، فأقام في القاهرة وبقي فيها حتَّى تُوفي عام 1983.

## حياته
في عمر السادسة توفى والده وانتقل للعيش مع عمته في الأردن، وأنهى دراسته الابتدائية والإعدادية هناك، ثم عاد إلى فلسطين ليكمل دراسته الثانوية. تخرج من الكلية العربية في القدس عام 1934، وعين مدرساً في حيفا، ثم قام بإنشاء حضانة أطفال ومدرسة ابتدائية خاصة به في البلدة القديمة، ونقلها بعد ذلك إلى حي العجمي، فلاقت نجاحًا هائلاً جعله يقوم بتوسعتها، إلى أن أصبحت تدرس وتربي من حضانة الأطفال وحتّى الثانوية، فغيّر اسمها إلى كلية الثقافة الإسلامية.
عُين في إذاعةِ الشَّرقِ الأدنى مسؤولاً عن برنامج الأطفال الأسبوعي، بعد اعتنائه بمواهبهم وتبنّيه لفنّهم، وتقديمهم عبر الإذاعة، ومن بينهم الطفل المطرب علي كتوع الذي تبنّاه شفيق الأنصاري واصطحبه إلى مدرسته في يافا ليعلِّمه الغناء والعزف على العود، كما ضمنه في برنامجه الإذاعي، ولحن له بعض الأغاني.
لم يعتمد على الأسلوب الكلاسيكي في تعليمه، بل عمد إلى تنمية المواهب وتنشئتها فنياً منذ صغرهم، وخاصة أنه كان موسيقياً، فدعم المواهب الموسيقية للطلاب الملتحقين بمدرسته، وأقام لهم مهرجاناتٍ عديدة، من بينها مهرجان نوابغ الأطفال في سينما الحمراء عام 1946، وأذيع آنذاك عبر إذاعة الشرق الأدنى، وقدَّم خلاله مجموعة من الفنانين الصغار، بلغ عددهم أحد عشر فناناً تتراوح أعمارهم بين التاسعة والثالثة عشرة، من بينهم ابنه مازن الأنصاري، وعلي كتوع الذي وُصِفَ بأصغر مطرب في العالم العربي، وكان قد لحن آنذاك وهو يبلغ من العمر أحد عشر عاماً أغنية خاصةً به بعنوان «محلاك على الأغصان».

## أعماله
كتب مجموعةً من المقالات في الصحف الفلسطينية قبل النكبة، ولعل أبرزها مقالته في صحيفة الصرخة في عددها الصادر في السادس والعشرين من نوفمبر عام 1936، بعنوان «ما هي المدارس الأهلية؟» وذلك بعد إنشاء مدرسته الخاصة بعام.